# Kannankurichi
Kannankurichi é uma panchayat (vila) no distrito de Salem, no estado indiano de Tamil Nadu.

## Demografia
Segundo o censo de 2001,  Kannankurichi  tinha uma população de 16,026 habitantes. Os indivíduos do sexo masculino constituem 51% da população e os do sexo feminino 49%. Kannankurichi tem uma taxa de literacia de 62%, superior à média nacional de 59.5%: a literacia no sexo masculino é de 70% e no sexo feminino é de 54%. Em Kannankurichi, 11% da população está abaixo dos 6 anos de idade.